# 藤子不二雄のアニメ作品
本項目では藤子不二雄のアニメ作品（ふじこふじおのアニメさくひん、藤子不二雄〈藤子・F・不二雄・藤子不二雄Ⓐ〉の漫画を原作として制作されたアニメ作品）と、その概要について述べる。なお、各作品の更なる詳細は該当項を参照。

## 全作品一覧
下記の表では、その年に新作が発表された藤子アニメを、藤本作品、安孫子作品、合作の3つに分類して記載した。特記がない限りテレビアニメ。
マーク
- 頭に「※」の付いたタイトルは、アニメ化の企画が進行したが実現しなかった作品。
- 頭に「■」の付いたタイトルは実写作品。アニメ作品との比較のためテレビドラマと実写映画を記載した。

ペンネーム
- 以下の表の1987年までの作品はすべて共通のペンネーム「藤子不二雄」名義で放送。

仕事場
- 仕事場の場所と、足掛け年数を記載。「下北中野」は下北沢（小松アパート）と中野（スタジオゼロ）。

連載漫画
- 「>」を押すと、その年度の連載漫画一覧に移動する。

### 1960年代
安孫子がアニメのシノプシスと連載漫画を執筆した初の藤子アニメ『シスコン王子』が放送。オバQブームが社会現象となり藤子作品が次々とテレビで放送される。藤本は80人の社員を擁するアニメ制作会社スタジオゼロの社長となる。
| 西暦 | 仕事場          | 藤本弘         | 合作                                                        | 安孫子素雄                                                     | 連載漫画 |
| ---- | --------------- | -------------- | ----------------------------------------------------------- | -------------------------------------------------------------- | -------- |
| 1963 | 川崎3 下北中野1 |                |                                                             | - シスコン王子                                                 | >        |
| 1964 | 下北中野2       |                |                                                             | - シスコン王子                                                 | >        |
| 1965 | 下北中野3 新宿1 |                | - オバケのQ太郎                                             |                                                                | >        |
| 1966 | 新宿2           |                | - オバケのQ太郎 - レインボー戦隊ロビン （スタジオゼロ合作） | - ■忍者ハットリくん（ドラマ） - ※フータくん （パイロットのみ） | >        |
| 1967 | 新宿3           |                | - オバケのQ太郎 - パーマン                                  | - ■忍者ハットリくん+忍者怪獣ジッポウ （ドラマ）                | >        |
| 1968 | 新宿4           |                | - パーマン - ※わかとの （イメージソングのみ発売）           | - ■忍者ハットリくん+忍者怪獣ジッポウ （ドラマ） - 怪物くん     | >        |
| 1969 | 新宿5           | - ウメ星デンカ |                                                             | - 怪物くん                                                     | >        |

### 1970年代
『ウメ星デンカ』が短命に終わり、スタジオゼロは連続テレビアニメから撤退し実質的に解散。藤子アニメの新作は数少ない10年を迎える。
| 西暦 | 藤本弘                                                        | 合作              | 安孫子素雄                  | 連載漫画 |
| ---- | ------------------------------------------------------------- | ----------------- | --------------------------- | -------- |
| 1970 |                                                               |                   |                             | >        |
| 1971 |                                                               | - 新オバケのQ太郎 |                             | >        |
| 1972 |                                                               | - 新オバケのQ太郎 |                             | >        |
| 1973 | - ジャングル黒べえ - ドラえもん - ※パジャママン（設定書のみ） |                   |                             | >        |
| 1974 |                                                               |                   | - ■愛ぬすびと（連続ドラマ） | >        |
| 1975 |                                                               |                   |                             | >        |
| 1976 |                                                               |                   |                             | >        |
| 1977 |                                                               |                   |                             | >        |
| 1978 | - ドラえもん 勉強べやのつりぼり（パイロット）                 |                   |                             | >        |
| 1979 | - ドラえもん(2)                                               |                   |                             | >        |

### 1980〜1987年
ドラえもんブームから、藤子不二雄ブームへと繋がり、多数の作品がアニメ化。藤子不二雄の名前を冠したアニメ放送枠も作られる。多くのアニメ作品が劇場用映画としても公開される。
| 西暦 | 藤本弘 | 合作                                                                 | 安孫子素雄                                                                                       | 連載漫画 |
| ---- | --- | -------------------------------------------------------------------- | ------------------------------------------------------------------------------------------------ | -------- |
| 1980 | - ドラえもん(2)（映画も公開） |                                                                      | - 怪物くん(2)                                                                                    | >        |
| 1981 | - ドラえもん(2)（映画も公開） - 21エモン（映画）                                                                                           |                                                                      | - 怪物くん(2)（映画も公開） - 忍者ハットリくん                                                   | >        |
| 1982 | - ドラえもん(2)（映画も公開） |                                                                      | - 怪物くん(2)（映画も公開） - 忍者ハットリくん（映画も公開） - プロゴルファー猿（単発）          | >        |
| 1983 | - ドラえもん(2)（映画も公開） | - パーマン(2)（映画も公開）                                          | - 忍者ハットリくん（映画も公開）                                                                 | >        |
| 1984 | - ドラえもん(2)（映画も公開） | - パーマン(2) - 忍者ハットリくん+パーマン（映画）                    | - 忍者ハットリくん                                                                               | >        |
| 1985 | - ドラえもん(2)（映画も公開） | - パーマン(2) - 忍者ハットリくん+パーマン（映画） - オバケのQ太郎(3) | - 忍者ハットリくん - プロゴルファー猿                                                            | >        |
| 1986 | - ドラえもん(2)（映画も公開） - ■夢カメラ（オムニバス3話の単発ドラマ） - ■赤毛のアン子（単発ドラマ）                                       | - オバケのQ太郎(3)（映画も公開）                                     | - 忍者ハットリくん - プロゴルファー猿（映画も公開） - ■まんが道（連続ドラマ）                    | >        |
| 1987 | - ドラえもん(2)（映画も公開） - ■夢カメラ（オムニバス3話の単発ドラマ） - エスパー魔美 - ■バケルくん（単発ドラマ） - キテレツ大百科（単発） | - オバケのQ太郎(3)（映画も公開）                                     | - 忍者ハットリくん - プロゴルファー猿（映画も公開） - ウルトラB - ■まんが道 青春編（連続ドラマ） | >        |

### 1988年
独立。それぞれ別のペンネームで作品を発表するようになる。正確には1988年の2月号頃までは「藤子不二雄」名義。テレビ放送においても、テロップ等で表示されるクレジットが別々の名義に切り替わる。
| 西暦 | 藤子不二雄Ⓕ                                                                                                | 藤子不二雄Ⓐ                                                                | 連載漫画 |
| ---- | --- | -------------------------------------------------------------------------- | -------- |
| 1988 | - ドラえもん(2)（映画も公開） - エスパー魔美（映画も公開） - キテレツ大百科 - ■夢カメラ（連続ドラマ全5回） | - プロゴルファー猿 - ウルトラB（映画も公開） - 新プロゴルファー猿 - ビリ犬 | >        |

### 1989〜1999年
藤本が改名。安孫子の『笑ゥせぇるすまん』により、大人向けアニメが開拓される。
| 西暦 | 藤子・F・不二雄                                                                                               | 藤子不二雄Ⓐ | 連載漫画 |
| ---- | --- | --- | -------- |
| 1989 | - ドラえもん(2)（映画も公開） - エスパー魔美 - キテレツ大百科 - T・Pぼん（単発） - チンプイ                   | - ウルトラB - ビリ犬 - ビリ犬なんでも商会 - パラソルヘンべえ - 笑ゥせぇるすまん                                               | >        |
| 1990 | - ドラえもん(2)（映画も公開） - キテレツ大百科 - チンプイ（映画も公開） - SF短編シアター（OVA）               | - ■満福鶴丸の内職 ユスリ有限会社（単発ドラマ） - パラソルヘンべえ - 笑ゥせぇるすまん - 夢魔子（単発） - ■少年時代（実写映画） | >        |
| 1991 | - ドラえもん(2)（映画も公開） - キテレツ大百科 - チンプイ - 21エモン(2) - SF短編シアター（OVA）               | - パラソルヘンべえ - 笑ゥせぇるすまん - ■オカルト勘平（単発ドラマ2回）                                                        | >        |
| 1992 | - ドラえもん(2)（映画も公開） - キテレツ大百科 - 21エモン(2)（映画も公開） - ■未来の想い出（実写映画）        | - 笑ゥせぇるすまん（単発ドラマも放送） - さすらいくん                                                                         | >        |
| 1993 | - ドラえもん(2)（映画も公開） - キテレツ大百科 - ポコニャン! - ※ウメ星デンカ（パイロットのみ。テレビ用）      | - 笑ゥせぇるすまん（単発2回）                                                                                                 | >        |
| 1994 | - ドラえもん(2)（映画も公開） - キテレツ大百科 - ポコニャン! - ウメ星デンカ(2)（映画）                        | | >        |
| 1995 | - ドラえもん(2)（映画も公開） - キテレツ大百科 - ポコニャン! - モジャ公 - ※ミラ・クル・ワン（パイロットのみ） | | >        |
| 1996 | - ドラえもん(2)（映画も公開） - キテレツ大百科 - モジャ公                                                     | - ■シャドウ商会変奇郎（単発ドラマ） - ※プリンスデモキン（パイロットのみ）                                                     | >        |
| 1997 | - ドラえもん(2)（映画も公開） - モジャ公                                                                      | | >        |
| 1998 | - ドラえもん(2)（映画も公開）                                                                                 | | >        |
| 1999 | - ドラえもん(2)（映画も公開）                                                                                 | - ■笑ゥせぇるすまん(2)（連続ドラマ）                                                                                          | >        |

### 2000年〜
| 西暦      | 藤子・F・不二雄 | 藤子不二雄Ⓐ | 連載漫画 |
| --------- | --- | --- | -------- |
| 2000-2004 | - ドラえもん(2)（映画も毎年公開） - 絶滅の島（2000年放送の短編） - 流血鬼（2001年放送の短編） - ■キテレツ（2002年の単発ドラマ） - ■エスパー魔美（2002年の連続ドラマ） - パーマン(3)（2003年と2004年に映画公開） | - ■NIN×NIN 忍者ハットリくん THE MOVIE （2004年に実写映画が公開）                                                                                     | >        |
| 2005-2009 | - ドラえもん(2)（2005年を除き映画も毎年公開） - ■パラレル・スペース （SF短編をドラマ化した2008年のシリーズ） | | >        |
| 2010-2014 | - ドラえもん(2)（映画も毎年公開） | - ■怪物くん（2010年に連続ドラマを放送。 2011年に実写映画が公開） - NINJAハットリくんリターンズ （2012年からインドで放送開始。 2013年に日本で初放送） | >        |
| 2015-2019 | - ドラえもん(2)（映画も毎年公開） - ■スーパーサラリーマン左江内氏（2017年の連続ドラマ） | - NINJAハットリくんリターンズ （インド、日本にて新作のテレビ放送を継続） - 笑ゥせぇるすまんNEW（2017年に放送）                                       | >        |
| 2020-     | - ドラえもん(2)（2021年を除き映画も毎年公開） - ■SF短編ドラマ（ドラマシリーズ。2023年に放送。 2024年にも放送予定） - T・Pぼん(2)（2024年にネット配信で公開予定）                                                | - NINJAハットリくんリターンズ （インドにて新作のテレビ放送を継続。 日本では2022年から新作をネット配信）                                              | >        |

## テレビ作品

### 曜日別一覧
注意点
- 下記の表には記載されていない放送情報が存在する。さらなる校正と加筆が望まれる。
- 下記の表に記載されていない放送情報は下記の通り（2023年10月現在確認済みのもののみ）。
  - 忍者ハットリくん(1)
    - 月曜日19:00–19:30、テレビ朝日系列、1983年3月7日–1985年3月25日
    - 月〜土曜日18:50–19:00、テレビ朝日系列（パオパオチャンネル内）、1987年3月30日–12月25日、週に新作を2本放送（10月8日以降の新作は週1本）

凡例
- 複数回アニメ化しているものはカッコ内に何回目なのかを示している（例：「ドラえもん（2-1）」＝ドラえもん2作1期）。何回目のアニメ化なのかの判断はWikipediaの他の記事に準じている。
- 「月」をあえて重複させた場所（たとえば「1-4」と「4-12」のように4月が重複している場所）があるが、これはその月の途中で１つの番組が終わり、その月の途中で別の番組が始まった場合等を表すためである。
- 放送局は下記のように区別している（Wikipedia:色の使用に従い、色と記号の両方で見分けがつくようにしている）。
  - テレビ朝日系列
    - ◎：藤子不二雄劇場
    - ○：藤子不二雄ワイド
    - ●：藤子不二雄ワールド（1988年春ごろから、藤子不二雄のコンビ解消に伴い『藤子不二雄Ⓐワールド』と改題）
    - ◆：その他テレビ朝日系列

  - ★：NHK総合
  - ☆：NHK教育
  - ▲：フジテレビ系列
  - TBS系列
    - ▽：不二家の時間
    - ▼：その他TBS系列

  - ■：テレビ東京
  - □：日本テレビ系列
  - △：TOKYO MX
- 以下のものに関しては下記の表には記載していない。
  - NINJAハットリくんリターンズ：インドで作成後日本でもアニマックスで放映されたが正確な放映時期が不明だったため。
  - フータくん（1966年）：パイロット版のみが作られ一部の地方でのみ放送されたが、初放送年と状況が明らかになっていないため。
  - 単発放送
    - 藤子不二雄Ⓐの夢魔子（1990年7月3日）：TBS系「ギミア・ぶれいく」（21:00 - 22:54）内で放送。
    - T・Pぼん（1989年10月14日）：日本テレビ系列で放送。

| 時期 | 時期           | 時期           | 月〜金曜に毎日放送                                                                              | 月〜金曜に毎日放送                                                                              | 土曜                          | 土曜             | 日曜                                         | 日曜                                     | 月曜                                             | 月曜                                         | 月曜                                         | 火曜                                                             | 火曜                | 火曜                | 火曜                | 水曜                            | 水曜                                     | 木曜                          | 木曜         | 金曜                                                                         | 金曜             |
| 元号 | 年             | 月             | 時間                                                                                            | 作品                                                                                            | 時間                          | 作品             | 時間                                         | 作品                                     | 時間                                             | 作品                                         | 作品                                         | 時間                                                             | 作品                | 作品                | 作品                | 時間                            | 作品                                     | 時間                          | 作品         | 時間                                                                         | 作品             |
| ---- | -------------- | -------------- | ----------------------------------------------------------------------------------------------- | ----------------------------------------------------------------------------------------------- | ----------------------------- | ---------------- | -------------------------------------------- | ---------------------------------------- | ------------------------------------------------ | -------------------------------------------- | -------------------------------------------- | ---------------------------------------------------------------- | ------------------- | ------------------- | ------------------- | ------------------------------- | ---------------------------------------- | ----------------------------- | ------------ | ---------------------------------------------------------------------------- | ---------------- |
| 昭和 | 1963           | 1-11           | なし                                                                                            | なし                                                                                            | なし                          | なし             | なし                                         | なし                                     | なし                                             | なし                                         | なし                                         | なし                                                             | なし                | なし                | なし                | なし                            | なし                                     | なし                          | なし         | なし                                                                         | なし             |
| 昭和 | 1963           | 12             | なし                                                                                            | なし                                                                                            | なし                          | なし             | なし                                         | なし                                     | なし                                             | なし                                         | なし                                         | なし                                                             | なし                | なし                | なし                | なし                            | なし                                     | なし                          | なし         | ▲フジテレビ系列「進めシスコン」内で18:15 - 18:45に放送。 モノクロ 人形アニメ | シスコン王子     |
| 昭和 | 1964           | 1-3            | なし                                                                                            | なし                                                                                            | なし                          | なし             | なし                                         | なし                                     | なし                                             | なし                                         | なし                                         | なし                                                             | なし                | なし                | なし                | なし                            | なし                                     | なし                          | なし         | ▲フジテレビ系列「進めシスコン」内で18:15 - 18:45に放送。 モノクロ 人形アニメ | シスコン王子     |
| 昭和 | 1964           | 4-12           | なし                                                                                            | なし                                                                                            | なし                          | なし             | なし                                         | なし                                     | なし                                             | なし                                         | なし                                         | なし                                                             | なし                | なし                | なし                | なし                            | なし                                     | なし                          | なし         | なし                                                                         | なし             |
| 昭和 | 1965           | 1-7            | なし                                                                                            | なし                                                                                            | なし                          | なし             | なし                                         | なし                                     | なし                                             | なし                                         | なし                                         | なし                                                             | なし                | なし                | なし                | なし                            | なし                                     | なし                          | なし         | なし                                                                         | なし             |
| 昭和 | 1965           | 8-12           | なし                                                                                            | なし                                                                                            | なし                          | なし             | ▽TBS系列 不二家の時間 モノクロ 19:30 - 20:00 | オバケのQ太郎 (1)                        | なし                                             | なし                                         | なし                                         | なし                                                             | なし                | なし                | なし                | なし                            | なし                                     | なし                          | なし         | なし                                                                         | なし             |
| 昭和 | 1966           | 1-12           | なし                                                                                            | なし                                                                                            | なし                          | なし             | ▽TBS系列 不二家の時間 モノクロ 19:30 - 20:00 | オバケのQ太郎 (1)                        | なし                                             | なし                                         | なし                                         | なし                                                             | なし                | なし                | なし                | なし                            | なし                                     | なし                          | なし         | なし                                                                         | なし             |
| 昭和 | 1967           | 1-3            | なし                                                                                            | なし                                                                                            | なし                          | なし             | ▽TBS系列 不二家の時間 モノクロ 19:30 - 20:00 | オバケのQ太郎 (1)                        | なし                                             | なし                                         | なし                                         | なし                                                             | なし                | なし                | なし                | なし                            | なし                                     | なし                          | なし         | なし                                                                         | なし             |
| 昭和 | 1967           | 4-6            | なし                                                                                            | なし                                                                                            | なし                          | なし             | ▽TBS系列 不二家の時間 モノクロ 19:30 - 20:00 | パーマン(1)                              | なし                                             | なし                                         | なし                                         | なし                                                             | なし                | なし                | なし                | ▼TBS系列 モノクロ 18:00 - 18:30 | オバケのQ太郎 (1)                        | なし                          | なし         | なし                                                                         | なし             |
| 昭和 | 1967           | 7-12           | なし                                                                                            | なし                                                                                            | なし                          | なし             | ▽TBS系列 不二家の時間 モノクロ 19:30 - 20:00 | パーマン(1)                              | なし                                             | なし                                         | なし                                         | なし                                                             | なし                | なし                | なし                | なし                            | なし                                     | なし                          | なし         | なし                                                                         | なし             |
| 昭和 | 1968           | 1-4            | なし                                                                                            | なし                                                                                            | なし                          | なし             | ▽TBS系列 不二家の時間 モノクロ 19:30 - 20:00 | パーマン(1)                              | なし                                             | なし                                         | なし                                         | なし                                                             | なし                | なし                | なし                | なし                            | なし                                     | なし                          | なし         | なし                                                                         | なし             |
| 昭和 | 1968           | 4-12           | なし                                                                                            | なし                                                                                            | なし                          | なし             | ▽TBS系列 不二家の時間 モノクロ 19:30 - 20:00 | 怪物くん(1)                              | なし                                             | なし                                         | なし                                         | なし                                                             | なし                | なし                | なし                | なし                            | なし                                     | なし                          | なし         | なし                                                                         | なし             |
| 昭和 | 1969           | 1-3            | なし                                                                                            | なし                                                                                            | なし                          | なし             | ▽TBS系列 不二家の時間 モノクロ 19:30 - 20:00 | 怪物くん(1)                              | なし                                             | なし                                         | なし                                         | なし                                                             | なし                | なし                | なし                | なし                            | なし                                     | なし                          | なし         | なし                                                                         | なし             |
| 昭和 | 1969           | 4-9            | なし                                                                                            | なし                                                                                            | なし                          | なし             | なし                                         | なし                                     | なし                                             | なし                                         | なし                                         | ▼TBS系列 モノクロ 18:00 - 18:30                                  | ウメ星デンカ        | ウメ星デンカ        | ウメ星デンカ        | なし                            | なし                                     | なし                          | なし         | なし                                                                         | なし             |
| 昭和 | 1969           | 10-12          | なし                                                                                            | なし                                                                                            | なし                          | なし             | なし                                         | なし                                     | なし                                             | なし                                         | なし                                         | なし                                                             | なし                | なし                | なし                | なし                            | なし                                     | なし                          | なし         | なし                                                                         | なし             |
| 昭和 | 1970           | 1-12           | なし                                                                                            | なし                                                                                            | なし                          | なし             | なし                                         | なし                                     | なし                                             | なし                                         | なし                                         | なし                                                             | なし                | なし                | なし                | なし                            | なし                                     | なし                          | なし         | なし                                                                         | なし             |
| 昭和 | 1971           | 1-8            | なし                                                                                            | なし                                                                                            | なし                          | なし             | なし                                         | なし                                     | なし                                             | なし                                         | なし                                         | なし                                                             | なし                | なし                | なし                | なし                            | なし                                     | なし                          | なし         | なし                                                                         | なし             |
| 昭和 | 1971           | 9-12           | なし                                                                                            | なし                                                                                            | なし                          | なし             | なし                                         | なし                                     | なし                                             | なし                                         | なし                                         | なし                                                             | なし                | なし                | なし                | □日本テレビ系列 19:30-20:00     | 新オバケのQ太郎 （＝オバケのQ太郎第2作） | なし                          | なし         | なし                                                                         | なし             |
| 昭和 | 1972           | 1-12           | なし                                                                                            | なし                                                                                            | なし                          | なし             | なし                                         | なし                                     | なし                                             | なし                                         | なし                                         | なし                                                             | なし                | なし                | なし                | □日本テレビ系列 19:30-20:00     | 新オバケのQ太郎 （＝オバケのQ太郎第2作） | なし                          | なし         | なし                                                                         | なし             |
| 昭和 | 1973           | 1-2            | なし                                                                                            | なし                                                                                            | なし                          | なし             | なし                                         | なし                                     | なし                                             | なし                                         | なし                                         | なし                                                             | なし                | なし                | なし                | なし                            | なし                                     | なし                          | なし         | なし                                                                         | なし             |
| 昭和 | 1973           | 3              | なし                                                                                            | なし                                                                                            | なし                          | なし             | なし                                         | なし                                     | なし                                             | なし                                         | なし                                         | なし                                                             | なし                | なし                | なし                | なし                            | なし                                     | なし                          | なし         | ◆毎日放送 19:00-19:30                                                        | ジャングル黒べえ |
| 昭和 | 1973           | 4-9            | なし                                                                                            | なし                                                                                            | なし                          | なし             | □日本テレビ系列 19:00-19:30                  | ドラえもん (1)                           | なし                                             | なし                                         | なし                                         | なし                                                             | なし                | なし                | なし                | なし                            | なし                                     | なし                          | なし         | ◆毎日放送 19:00-19:30                                                        | ジャングル黒べえ |
| 昭和 | 1973           | 10-12          | なし                                                                                            | なし                                                                                            | なし                          | なし             | なし                                         | なし                                     | なし                                             | なし                                         | なし                                         | なし                                                             | なし                | なし                | なし                | なし                            | なし                                     | なし                          | なし         | なし                                                                         | なし             |
| 昭和 | 1974           | 1-12           | なし                                                                                            | なし                                                                                            | なし                          | なし             | なし                                         | なし                                     | なし                                             | なし                                         | なし                                         | なし                                                             | なし                | なし                | なし                | なし                            | なし                                     | なし                          | なし         | なし                                                                         | なし             |
| 昭和 | 1975           | 1-12           | なし                                                                                            | なし                                                                                            | なし                          | なし             | なし                                         | なし                                     | なし                                             | なし                                         | なし                                         | なし                                                             | なし                | なし                | なし                | なし                            | なし                                     | なし                          | なし         | なし                                                                         | なし             |
| 昭和 | 1976           | 1-12           | なし                                                                                            | なし                                                                                            | なし                          | なし             | なし                                         | なし                                     | なし                                             | なし                                         | なし                                         | なし                                                             | なし                | なし                | なし                | なし                            | なし                                     | なし                          | なし         | なし                                                                         | なし             |
| 昭和 | 1977           | 1-12           | なし                                                                                            | なし                                                                                            | なし                          | なし             | なし                                         | なし                                     | なし                                             | なし                                         | なし                                         | なし                                                             | なし                | なし                | なし                | なし                            | なし                                     | なし                          | なし         | なし                                                                         | なし             |
| 昭和 | 1978           | 1-12           | なし                                                                                            | なし                                                                                            | なし                          | なし             | なし                                         | なし                                     | なし                                             | なし                                         | なし                                         | なし                                                             | なし                | なし                | なし                | なし                            | なし                                     | なし                          | なし         | なし                                                                         | なし             |
| 昭和 | 1979           | 4-12           | ◎テレビ朝日系列 18:50-19:00                                                                     | ドラえもん(2-1)                                                                                 | 同左                          | 同左             | ◎テレビ朝日系列 8:30-9:00                    | ドラえもん(2-1)                          | なし                                             | なし                                         | なし                                         | なし                                                             | なし                | なし                | なし                | なし                            | なし                                     | なし                          | なし         | なし                                                                         | なし             |
| 昭和 | 1980           | 1-3            | ◎テレビ朝日系列 18:50-19:00                                                                     | ドラえもん(2-1)                                                                                 | 同左                          | 同左             | ◎テレビ朝日系列 8:30-9:00                    | ドラえもん(2-1)                          | なし                                             | なし                                         | なし                                         | なし                                                             | なし                | なし                | なし                | なし                            | なし                                     | なし                          | なし         | なし                                                                         | なし             |
| 昭和 | 1980           | 4-9            | ◎テレビ朝日系列 18:50-19:00                                                                     | ドラえもん(2-1)                                                                                 | 同左                          | 同左             | ◎テレビ朝日系列 9:30-10:00                   | ドラえもん(2-1)                          | なし                                             | なし                                         | なし                                         | なし                                                             | なし                | なし                | なし                | なし                            | なし                                     | なし                          | なし         | なし                                                                         | なし             |
| 昭和 | 1980           | 9-12           | ◎テレビ朝日系列 18:50-19:00                                                                     | ドラえもん(2-1)                                                                                 | 同左                          | 同左             | ◎テレビ朝日系列 9:30-10:00                   | ドラえもん(2-1)                          | なし                                             | なし                                         | なし                                         | ◆テレビ朝日系列 19:00-19:30                                      | 怪物くん(2)         | 怪物くん(2)         | 怪物くん(2)         | なし                            | なし                                     | なし                          | なし         | なし                                                                         | なし             |
| 昭和 | 1981           | 1-9            | ◎テレビ朝日系列 18:50-19:00                                                                     | ドラえもん(2-1)                                                                                 | 同左                          | 同左             | ◎テレビ朝日系列 9:30-10:00                   | ドラえもん(2-1)                          | なし                                             | なし                                         | なし                                         | ◆テレビ朝日系列 19:00-19:30                                      | 怪物くん(2)         | 怪物くん(2)         | 怪物くん(2)         | なし                            | なし                                     | なし                          | なし         | なし                                                                         | なし             |
| 昭和 | 1981           | 9-12           | ◎テレビ朝日系列 18:50-19:00                                                                     | 忍者ハットリくん(1)                                                                             | 同左                          | 同左             | ◎テレビ朝日系列 9:30-10:00                   | 忍者ハットリくん(1)                      | なし                                             | なし                                         | なし                                         | ◆テレビ朝日系列 19:00-19:30                                      | 怪物くん(2)         | 怪物くん(2)         | 怪物くん(2)         | なし                            | なし                                     | なし                          | なし         | なし                                                                         | なし             |
| 昭和 | 1982           | 1-9            | ◎テレビ朝日系列 18:50-19:00                                                                     | 忍者ハットリくん(1)                                                                             | 同左                          | 同左             | ◎テレビ朝日系列 9:30-10:00                   | 忍者ハットリくん(1)                      | なし                                             | なし                                         | なし                                         | ◆テレビ朝日系列 19:00-19:30                                      | 怪物くん(2)         | 怪物くん(2)         | 怪物くん(2)         | なし                            | なし                                     | なし                          | なし         | なし                                                                         | なし             |
| 昭和 | 1982           | 10-12          | ◎テレビ朝日系列 18:50-19:00                                                                     | 忍者ハットリくん(1)                                                                             | 同左                          | 同左             | ◎テレビ朝日系列 9:30-10:00                   | 忍者ハットリくん(1)                      | なし                                             | なし                                         | なし                                         | なし                                                             | なし                | なし                | なし                | なし                            | なし                                     | なし                          | なし         | ◆テレビ朝日系列 19:00-19:30                                                  | ドラえもん(2-1)  |
| 昭和 | 1983           | 1-3            | ◎テレビ朝日系列 18:50-19:00                                                                     | 忍者ハットリくん(1)                                                                             | 同左                          | 同左             | ◎テレビ朝日系列 9:30-10:00                   | 忍者ハットリくん(1)                      | なし                                             | なし                                         | なし                                         | なし                                                             | なし                | なし                | なし                | なし                            | なし                                     | なし                          | なし         | ◆テレビ朝日系列 19:00-19:30                                                  | ドラえもん(2-1)  |
| 昭和 | 1983           | 4-12           | ◎テレビ朝日系列 18:45-19:00                                                                     | パーマン(2)                                                                                     | 同左                          | 同左             | ◎テレビ朝日系列 9:30-10:00                   | パーマン(2)                              | なし                                             | なし                                         | なし                                         | なし                                                             | なし                | なし                | なし                | なし                            | なし                                     | なし                          | なし         | ◆テレビ朝日系列 19:00-19:30                                                  | ドラえもん(2-1)  |
| 昭和 | 1984           | 1-12           | ◎テレビ朝日系列 18:45-19:00                                                                     | パーマン(2)                                                                                     | 同左                          | 同左             | ◎テレビ朝日系列 9:30-10:00                   | パーマン(2)                              | なし                                             | なし                                         | なし                                         | なし                                                             | なし                | なし                | なし                | なし                            | なし                                     | なし                          | なし         | ◆テレビ朝日系列 19:00-19:30                                                  | ドラえもん(2-1)  |
| 昭和 | 1985           | 1-3            | ◎テレビ朝日系列 18:45-19:00                                                                     | パーマン(2)                                                                                     | 同左                          | 同左             | ◎テレビ朝日系列 9:30-10:00                   | パーマン(2)                              | なし                                             | なし                                         | なし                                         | なし                                                             | なし                | なし                | なし                | なし                            | なし                                     | なし                          | なし         | ◆テレビ朝日系列 19:00-19:30                                                  | ドラえもん(2-1)  |
| 昭和 | 1985           | 4-12           | ◎テレビ朝日系列 18:45-19:00                                                                     | オバケのQ太郎(3)                                                                                | 同左                          | 同左             | ◎テレビ朝日系列 9:30-10:00                   | オバケのQ太郎(3)                         | なし                                             | なし                                         | なし                                         | ○テレビ朝日系列 藤子不二雄ワイド 19:00 - 20:00                   | パーマン(2)         | 忍者ハットリくん(1) | プロゴルファー猿    | なし                            | なし                                     | なし                          | なし         | ◆テレビ朝日系列 19:00-19:30                                                  | ドラえもん(2-1)  |
| 昭和 | 1986           | 1-12           | ◎テレビ朝日系列 18:45-19:00                                                                     | オバケのQ太郎(3)                                                                                | 同左                          | 同左             | ◎テレビ朝日系列 9:30-10:00                   | オバケのQ太郎(3)                         | なし                                             | なし                                         | なし                                         | ○テレビ朝日系列 藤子不二雄ワイド 19:00 - 20:00                   | パーマン(2)         | 忍者ハットリくん(1) | プロゴルファー猿    | なし                            | なし                                     | なし                          | なし         | ◆テレビ朝日系列 19:00-19:30                                                  | ドラえもん(2-1)  |
| 昭和 | 1987           | 1-3            | ◎テレビ朝日系列 18:45-19:00                                                                     | オバケのQ太郎(3)                                                                                | 同左                          | 同左             | ◎テレビ朝日系列 9:30-10:00                   | オバケのQ太郎(3)                         | なし                                             | なし                                         | なし                                         | ○テレビ朝日系列 藤子不二雄ワイド 19:00 - 20:00                   | パーマン(2)         | 忍者ハットリくん(1) | プロゴルファー猿    | なし                            | なし                                     | なし                          | なし         | ◆テレビ朝日系列 19:00-19:30                                                  | ドラえもん(2-1)  |
| 昭和 | 1987           | 4-10           | ◎テレビ朝日系列 18:50 - 19:00                                                                   | 忍者ハットリくん(1)                                                                             | 同左                          | 同左             | ◎テレビ朝日系列 9:30-10:00                   | ウルトラB（2話）、 オバケのQ太郎(3)(1話) | なし                                             | なし                                         | なし                                         | ○テレビ朝日系列 藤子不二雄ワイド 19:00 - 20:00                   | パーマン(2)         | 忍者ハットリくん(1) | エスパー魔美        | なし                            | なし                                     | なし                          | なし         | ◆テレビ朝日系列 19:00-19:30                                                  | ドラえもん(2-1)  |
| 昭和 | 1987           | 10-12          | ◎テレビ朝日系列 パオパオチャンネル内で各曜日別作品を放送。 大半が再放送。詳細は当該項目を参照。 | ◎テレビ朝日系列 パオパオチャンネル内で各曜日別作品を放送。 大半が再放送。詳細は当該項目を参照。 | なし                          | なし             |                                              |                                          | ○テレビ朝日系列 藤子不二雄ワールド 18:50 - 19:20 | ウルトラB                                    | プロゴルファー猿                             | なし                                                             | なし                | なし                | なし                | なし                            | なし                                     | ◆テレビ朝日系列 19:30 - 20:00 | エスパー魔美 | ◆テレビ朝日系列 18:50 - 19:20                                                | ドラえもん(2-1)  |
| 昭和 | 1988           | 1-2            | ◎テレビ朝日系列 パオパオチャンネル内で各曜日別作品を放送。 大半が再放送。詳細は当該項目を参照。 | ◎テレビ朝日系列 パオパオチャンネル内で各曜日別作品を放送。 大半が再放送。詳細は当該項目を参照。 | なし                          | なし             |                                              |                                          | ○テレビ朝日系列 藤子不二雄ワールド 18:50 - 19:20 | ウルトラB                                    | プロゴルファー猿                             | なし                                                             | なし                | なし                | なし                | なし                            | なし                                     | ◆テレビ朝日系列 19:30 - 20:00 | エスパー魔美 | ◆テレビ朝日系列 18:50 - 19:20                                                | ドラえもん(2-1)  |
| 昭和 | 1988           | 3              | ◎テレビ朝日系列 パオパオチャンネル内で各曜日別作品を放送。 大半が再放送。詳細は当該項目を参照。 | ◎テレビ朝日系列 パオパオチャンネル内で各曜日別作品を放送。 大半が再放送。詳細は当該項目を参照。 | なし                          | なし             | ▲フジテレビ 19:00 - 19:30                    | キテレツ大百科                           | ○テレビ朝日系列 藤子不二雄ワールド 18:50 - 19:20 | ウルトラB                                    | プロゴルファー猿                             | なし                                                             | なし                | なし                | なし                | なし                            | なし                                     | ◆テレビ朝日系列 19:30 - 20:00 | エスパー魔美 | ◆テレビ朝日系列 18:50 - 19:20                                                | ドラえもん(2-1)  |
| 昭和 | 1988           | 4-6            | ◎テレビ朝日系列 パオパオチャンネル内で各曜日別作品を放送。 大半が再放送。詳細は当該項目を参照。 | ◎テレビ朝日系列 パオパオチャンネル内で各曜日別作品を放送。 大半が再放送。詳細は当該項目を参照。 | なし                          | なし             | ▲フジテレビ 19:00 - 19:30                    | キテレツ大百科                           | ○テレビ朝日系列 藤子不二雄ワールド 18:50 - 19:20 | ウルトラB                                    | 新プロゴルファー猿                           | なし                                                             | なし                | なし                | なし                | なし                            | なし                                     | ◆テレビ朝日系列 19:30 - 20:00 | エスパー魔美 | ◆テレビ朝日系列 18:50 - 19:20                                                | ドラえもん(2-1)  |
| 昭和 | 1988           | 7-12           | ◎テレビ朝日系列 パオパオチャンネル内で各曜日別作品を放送。 大半が再放送。詳細は当該項目を参照。 | ◎テレビ朝日系列 パオパオチャンネル内で各曜日別作品を放送。 大半が再放送。詳細は当該項目を参照。 | なし                          | なし             | ▲フジテレビ 19:00 - 19:30                    | キテレツ大百科                           | ○テレビ朝日系列 藤子不二雄ワールド 18:50 - 19:20 | ビリ犬                                       | ウルトラB                                    | なし                                                             | なし                | なし                | なし                | なし                            | なし                                     | ◆テレビ朝日系列 19:30 - 20:00 | エスパー魔美 | ◆テレビ朝日系列 18:50 - 19:20                                                | ドラえもん(2-1)  |
| 平成 | 1989           | 1-3            | ◎テレビ朝日系列 パオパオチャンネル内で各曜日別作品を放送。 大半が再放送。詳細は当該項目を参照。 | ◎テレビ朝日系列 パオパオチャンネル内で各曜日別作品を放送。 大半が再放送。詳細は当該項目を参照。 | なし                          | なし             | ▲フジテレビ 19:00 - 19:30                    | キテレツ大百科                           | ○テレビ朝日系列 藤子不二雄ワールド 18:50 - 19:20 | ビリ犬                                       | ウルトラB                                    | なし                                                             | なし                | なし                | なし                | なし                            | なし                                     | ◆テレビ朝日系列 19:30 - 20:00 | エスパー魔美 | ◆テレビ朝日系列 18:50 - 19:20                                                | ドラえもん(2-1)  |
| 平成 | 1989           | 4-9            | なし                                                                                            | なし                                                                                            | なし                          | なし             | ▲フジテレビ 19:00 - 19:30                    | キテレツ大百科                           | ◆テレビ朝日系列 19:00 - 19:30                    | ◆ビリ犬なんでも商会                          | ◆ビリ犬なんでも商会                          | なし                                                             | なし                | なし                | なし                | なし                            | なし                                     | ◆テレビ朝日系列 19:30 - 20:00 | エスパー魔美 | ◆テレビ朝日系列 19:00 - 19:30                                                | ドラえもん(2-1)  |
| 平成 | 1989           | 10             | ★NHK総合17:50 - 18:00                                                                           | パラソルヘンべえ                                                                                | なし                          | なし             | ▲フジテレビ 19:00 - 19:30                    | キテレツ大百科                           | なし                                             | なし                                         | なし                                         | ▼TBS系「ギミア・ぶれいく」（21:00 - 22:54）内で放送 途中中断あり | 笑ゥせぇるすまん(1) | 笑ゥせぇるすまん(1) | 笑ゥせぇるすまん(1) | なし                            | なし                                     | ◆テレビ朝日系列 19:30 - 20:00 | エスパー魔美 | ◆テレビ朝日系列 19:00 - 19:30                                                | ドラえもん(2-1)  |
| 平成 | 1989           | 11-12          | ★NHK総合17:50 - 18:00                                                                           | パラソルヘンべえ                                                                                | なし                          | なし             | ▲フジテレビ 19:00 - 19:30                    | キテレツ大百科                           | なし                                             | なし                                         | なし                                         | ▼TBS系「ギミア・ぶれいく」（21:00 - 22:54）内で放送 途中中断あり | 笑ゥせぇるすまん(1) | 笑ゥせぇるすまん(1) | 笑ゥせぇるすまん(1) | なし                            | なし                                     | ◆テレビ朝日系列 19:30 - 20:00 | チンプイ     | ◆テレビ朝日系列 19:00 - 19:30                                                | ドラえもん(2-1)  |
| 平成 | 1990           | 1-9            | ★NHK総合17:50 - 18:00                                                                           | パラソルヘンべえ                                                                                | なし                          | なし             | ▲フジテレビ 19:00 - 19:30                    | キテレツ大百科                           | なし                                             | なし                                         | なし                                         | ▼TBS系「ギミア・ぶれいく」（21:00 - 22:54）内で放送 途中中断あり | 笑ゥせぇるすまん(1) | 笑ゥせぇるすまん(1) | 笑ゥせぇるすまん(1) | なし                            | なし                                     | ◆テレビ朝日系列 19:30 - 20:00 | チンプイ     | ◆テレビ朝日系列 19:00 - 19:30                                                | ドラえもん(2-1)  |
| 平成 | 1990           | 10-12          | ★NHK総合17:50 - 18:00                                                                           | パラソルヘンべえ                                                                                | なし                          | なし             | ▲フジテレビ 19:00 - 19:30                    | キテレツ大百科                           | なし                                             | なし                                         | なし                                         | ▼TBS系「ギミア・ぶれいく」（21:00 - 22:54）内で放送 途中中断あり | なし                | なし                | なし                | なし                            | なし                                     | ◆テレビ朝日系列 19:30 - 20:00 | チンプイ     | ◆テレビ朝日系列 19:00 - 19:30                                                | ドラえもん(2-1)  |
| 平成 | 1991           | 1              | ★NHK総合17:50 - 18:00                                                                           | パラソルヘンべえ                                                                                | なし                          | なし             | ▲フジテレビ 19:00 - 19:30                    | キテレツ大百科                           | なし                                             | なし                                         | なし                                         | ▼TBS系「ギミア・ぶれいく」（21:00 - 22:54）内で放送 途中中断あり | なし                | なし                | なし                | なし                            | なし                                     | ◆テレビ朝日系列 19:30 - 20:00 | チンプイ     | ◆テレビ朝日系列 19:00 - 19:30                                                | ドラえもん(2-1)  |
| 平成 | 1991           | 2              | なし                                                                                            | なし                                                                                            | なし                          | なし             | ▲フジテレビ 19:00 - 19:30                    | キテレツ大百科                           | なし                                             | なし                                         | なし                                         | ▼TBS系「ギミア・ぶれいく」（21:00 - 22:54）内で放送 途中中断あり | なし                | なし                | なし                | なし                            | なし                                     | ◆テレビ朝日系列 19:30 - 20:00 | チンプイ     | ◆テレビ朝日系列 19:00 - 19:30                                                | ドラえもん(2-1)  |
| 平成 | 1991           | 3-4            | なし                                                                                            | なし                                                                                            | なし                          | なし             | ▲フジテレビ 19:00 - 19:30                    | キテレツ大百科                           | なし                                             | なし                                         | なし                                         | ▼TBS系「ギミア・ぶれいく」（21:00 - 22:54）内で放送 途中中断あり | 笑ゥせぇるすまん(1) | 笑ゥせぇるすまん(1) | 笑ゥせぇるすまん(1) | なし                            | なし                                     | ◆テレビ朝日系列 19:30 - 20:00 | チンプイ     | ◆テレビ朝日系列 19:00 - 19:30                                                | ドラえもん(2-1)  |
| 平成 | 1991           | 5-12           | なし                                                                                            | なし                                                                                            | なし                          | なし             | ▲フジテレビ 19:00 - 19:30                    | キテレツ大百科                           | なし                                             | なし                                         | なし                                         | ▼TBS系「ギミア・ぶれいく」（21:00 - 22:54）内で放送 途中中断あり | 笑ゥせぇるすまん(1) | 笑ゥせぇるすまん(1) | 笑ゥせぇるすまん(1) | なし                            | なし                                     | ◆テレビ朝日系列 19:30 - 20:00 | 21エモン(2)  | ◆テレビ朝日系列 19:00 - 19:30                                                | ドラえもん(2-1)  |
| 平成 | 1992           | 1-3            | なし                                                                                            | なし                                                                                            | なし                          | なし             | ▲フジテレビ 19:00 - 19:30                    | キテレツ大百科                           | なし                                             | なし                                         | なし                                         | ▼TBS系「ギミア・ぶれいく」（21:00 - 22:54）内で放送 途中中断あり | 笑ゥせぇるすまん(1) | 笑ゥせぇるすまん(1) | 笑ゥせぇるすまん(1) | なし                            | なし                                     | ◆テレビ朝日系列 19:30 - 20:00 | 21エモン(2)  | ◆テレビ朝日系列 19:00 - 19:30                                                | ドラえもん(2-1)  |
| 平成 | 1992           | 4-6            | なし                                                                                            | なし                                                                                            | なし                          | なし             | ▲フジテレビ 19:00 - 19:30                    | キテレツ大百科                           | なし                                             | なし                                         | なし                                         | ▼TBS系「ギミア・ぶれいく」（21:00 - 22:54）内で放送 途中中断あり | さすらいくん        | さすらいくん        | さすらいくん        | なし                            | なし                                     | なし                          | なし         | ◆テレビ朝日系列 19:00 - 19:30                                                | ドラえもん(2-1)  |
| 平成 | 1992           | 7-9            | なし                                                                                            | なし                                                                                            | なし                          | なし             | ▲フジテレビ 19:00 - 19:30                    | キテレツ大百科                           | なし                                             | なし                                         | なし                                         | ▼TBS系「ギミア・ぶれいく」（21:00 - 22:54）内で放送 途中中断あり | 笑ゥせぇるすまん(1) | 笑ゥせぇるすまん(1) | 笑ゥせぇるすまん(1) | なし                            | なし                                     | なし                          | なし         | ◆テレビ朝日系列 19:00 - 19:30                                                | ドラえもん(2-1)  |
| 平成 | 1992           | 10-12          | なし                                                                                            | なし                                                                                            | なし                          | なし             | ▲フジテレビ 19:00 - 19:30                    | キテレツ大百科                           | なし                                             | なし                                         | なし                                         | なし                                                             | なし                | なし                | なし                | なし                            | なし                                     | なし                          | なし         | ◆テレビ朝日系列 19:00 - 19:30                                                | ドラえもん(2-1)  |
| 平成 | 1993           | 1-3            | なし                                                                                            | なし                                                                                            | なし                          | なし             | ▲フジテレビ 19:00 - 19:30                    | キテレツ大百科                           | なし                                             | なし                                         | なし                                         | なし                                                             | なし                | なし                | なし                | なし                            | なし                                     | なし                          | なし         | ◆テレビ朝日系列 19:00 - 19:30                                                | ドラえもん(2-1)  |
| 平成 | 1993           | 4-12           | ★NHK総合 17:50 - 18:00                                                                          | ポコニャン!                                                                                     | なし                          | なし             | ▲フジテレビ 19:00 - 19:30                    | キテレツ大百科                           | なし                                             | なし                                         | なし                                         | なし                                                             | なし                | なし                | なし                | なし                            | なし                                     | なし                          | なし         | ◆テレビ朝日系列 19:00 - 19:30                                                | ドラえもん(2-1)  |
| 平成 | 1994           | 1-3            | ★NHK総合 17:50 - 18:00                                                                          | ポコニャン!                                                                                     | なし                          | なし             | ▲フジテレビ 19:00 - 19:30                    | キテレツ大百科                           | なし                                             | なし                                         | なし                                         | なし                                                             | なし                | なし                | なし                | なし                            | なし                                     | なし                          | なし         | ◆テレビ朝日系列 19:00 - 19:30                                                | ドラえもん(2-1)  |
| 平成 | 1994           | 4-11           | ☆NHK教育 8:50 - 9:00、17:25 - 17:35                                                             | ポコニャン!                                                                                     | なし                          | なし             | ▲フジテレビ 19:00 - 19:30                    | キテレツ大百科                           | なし                                             | なし                                         | なし                                         | なし                                                             | なし                | なし                | なし                | なし                            | なし                                     | なし                          | なし         | ◆テレビ朝日系列 19:00 - 19:30                                                | ドラえもん(2-1)  |
| 平成 | 1995           | 1-3            | ☆NHK教育 8:50 - 9:00、17:25 - 17:35                                                             | ポコニャン!                                                                                     | なし                          | なし             | ▲フジテレビ 19:00 - 19:30                    | キテレツ大百科                           | なし                                             | なし                                         | なし                                         | なし                                                             | なし                | なし                | なし                | なし                            | なし                                     | なし                          | なし         | ◆テレビ朝日系列 19:00 - 19:30                                                | ドラえもん(2-1)  |
| 平成 | 1995           | 4-9            | ☆NHK教育 17:25 - 17:35                                                                          | ポコニャン!                                                                                     | なし                          | なし             | ▲フジテレビ 19:00 - 19:30                    | キテレツ大百科                           | なし                                             | なし                                         | なし                                         | なし                                                             | なし                | なし                | なし                | なし                            | なし                                     | なし                          | なし         | ◆テレビ朝日系列 19:00 - 19:30                                                | ドラえもん(2-1)  |
| 平成 | 1995           | 10-12          | ☆NHK教育 17:25 - 17:35                                                                          | ポコニャン!                                                                                     | なし                          | なし             | ▲フジテレビ 19:00 - 19:30                    | キテレツ大百科                           | なし                                             | なし                                         | なし                                         | ■テレビ東京18:30 - 19:00                                         | モジャ公            | モジャ公            | モジャ公            | なし                            | なし                                     | なし                          | なし         | ◆テレビ朝日系列 19:00 - 19:30                                                | ドラえもん(2-1)  |
| 平成 | 1996           | 1-3            | ☆NHK教育 17:25 - 17:35                                                                          | ポコニャン!                                                                                     | なし                          | なし             | ▲フジテレビ 19:00 - 19:30                    | キテレツ大百科                           | なし                                             | なし                                         | なし                                         | ■テレビ東京18:30 - 19:00                                         | モジャ公            | モジャ公            | モジャ公            | なし                            | なし                                     | なし                          | なし         | ◆テレビ朝日系列 19:00 - 19:30                                                | ドラえもん(2-1)  |
| 平成 | 1996           | 3-9            | なし                                                                                            | なし                                                                                            | なし                          | なし             | なし                                         | なし                                     | なし                                             | なし                                         | なし                                         | ■テレビ東京18:30 - 19:00                                         | モジャ公            | モジャ公            | モジャ公            | なし                            | なし                                     | なし                          | なし         | ◆テレビ朝日系列 19:00 - 19:30                                                | ドラえもん(2-1)  |
| 平成 | 1996           | 10-12          | なし                                                                                            | なし                                                                                            | なし                          | なし             | なし                                         | なし                                     | ■テレビ東京19:00 - 19:30                         | モジャ公                                     | モジャ公                                     | なし                                                             | なし                | なし                | なし                | なし                            | なし                                     | なし                          | なし         | ◆テレビ朝日系列 19:00 - 19:30                                                | ドラえもん(2-1)  |
| 平成 | 1997           | 1-3            | なし                                                                                            | なし                                                                                            | なし                          | なし             | なし                                         | なし                                     | ■テレビ東京19:00 - 19:30                         | モジャ公                                     | モジャ公                                     | なし                                                             | なし                | なし                | なし                | なし                            | なし                                     | なし                          | なし         | ◆テレビ朝日系列 19:00 - 19:30                                                | ドラえもん(2-1)  |
| 平成 | 1994/4-2005/3  | 1994/4-2005/3  | なし                                                                                            | なし                                                                                            | なし                          | なし             | なし                                         | なし                                     | なし                                             | なし                                         | なし                                         | なし                                                             | なし                | なし                | なし                | なし                            | なし                                     | なし                          | なし         | ◆テレビ朝日系列 19:00 - 19:30                                                | ドラえもん(2-1)  |
| 平成 | 2005/3-2017/3  | 2005/3-2017/3  | なし                                                                                            | なし                                                                                            | なし                          | なし             | なし                                         | なし                                     | なし                                             | なし                                         | なし                                         | なし                                                             | なし                | なし                | なし                | なし                            | なし                                     | なし                          | なし         | ◆テレビ朝日系列 19:00 - 19:30                                                | ドラえもん (2-2) |
| 平成 | 2017/4-6       | 2017/4-6       | なし                                                                                            | なし                                                                                            | なし                          | なし             | なし                                         | なし                                     | △TOKYO MX他 23:00 - 23:30                        | 笑ゥせぇるすまんNEW（＝笑ゥせぇるすまん(2)） | 笑ゥせぇるすまんNEW（＝笑ゥせぇるすまん(2)） | なし                                                             | なし                | なし                | なし                | なし                            | なし                                     | なし                          | なし         | ◆テレビ朝日系列 19:00 - 19:30                                                | ドラえもん (2-2) |
| 平成 | 2017/7-2019/9  | 2017/7-2019/9  | なし                                                                                            | なし                                                                                            | なし                          | なし             | なし                                         | なし                                     | なし                                             | なし                                         | なし                                         | なし                                                             | なし                | なし                | なし                | なし                            | なし                                     | なし                          | なし         | ◆テレビ朝日系列 19:00 - 19:30                                                | ドラえもん (2-2) |
| 平成 | 2019/10-2020/3 | 2019/10-2020/3 | なし                                                                                            | なし                                                                                            | ◆テレビ朝日系列 17:00 - 17:30 | ドラえもん (2-2) | なし                                         | なし                                     | なし                                             | なし                                         | なし                                         | なし                                                             | なし                | なし                | なし                | なし                            | なし                                     | なし                          | なし         |                                                                              |                  |
| 平成 | 2020/4以降     | 2020/4以降     | なし                                                                                            | なし                                                                                            | ◆テレビ朝日系列 17:00 - 17:30 | ドラえもん (2-2) | なし                                         | なし                                     | なし                                             | なし                                         | なし                                         | なし                                                             | なし                | なし                | なし                | なし                            | なし                                     | なし                          | なし         | ◆BS朝日 19:00 - 19:30 ※6日前の放送を再放送                                   | ドラえもん (2-2) |

### 1960年代
シスコン王子（1963年12月20日 - 1964年3月27日）
- 毎週金曜18:15-18:45/フジテレビ系。番組枠内で15分放送
- 電通映画社、スタジオKAI、シスコ製菓、フジテレビ制作
- 声の出演：シスコン王子…香椎くに子、チョコ…北里美雪、ほか
- 朝食シリアル「シスコーン（シスコ製菓）」のマスコットキャラクター『シスコン坊や（初代のインディアンの容姿の少年）』を使った人形アニメ。漫画『シスコン王子』（安孫子担当作）とのタイアップ作品。アニメのシノプシスは安孫子が執筆している。カラーで制作されたが、フジテレビにカラー放送の装置がまだ無く、やむを得ずモノクロで放送されたという。アニメに手間がかかるために予算が合わず、放送期間も14回と短命に終わった。ちなみに番組枠前半は本作よりも2か月前から放送していた、人形劇の『ピノキオ』。本作が始まると番組枠タイトルが「進めシスコン」に変更された。

オバケのQ太郎（1965年8月29日 - 1967年6月28日）
- 毎週日曜19:30-20:00→毎週水曜18:00-18:30/TBS系。モノクロ作品。
- 東京ムービー制作
- 声の出演：Q太郎…曽我町子、正太…田上和枝、伸一…野沢雅子、ドロンパ…喜多道枝、P子…水垣洋子、ほか
- 藤子漫画完全オリジナルとしては初のアニメ化。TBS日曜7時30分枠「不二家の時間」（不二家1社提供）。オバQブームは社会現象となり、レコードもヒットした。なお、この作品を東京ムービーからの下請受注というかたちで実質的な制作を手掛けていたAプロダクションは、2023年現在のシンエイ動画である。

フータくん（1966年）
- 1966年にパイロット版のみ制作され、のちに一部の地方で放送。カラー作品。
- 日本放送映画制作

パーマン（1967年4月2日 - 1968年4月14日）
- 毎週日曜19:30-20:00/TBS系。モノクロ作品。
- 東京ムービー、スタジオ・ゼロ制作
- 声の出演：1号・須羽ミツ夫…三輪勝恵、2号・ブービー…大竹宏、パー子・星野スミレ…栗葉子、パーやん・大山法善…加茂喜久、パー坊・山田浩一…白石冬美、スーパーマン…島田彰、ほか
- 「オバQ」に続く「不二家の時間」枠の藤子アニメ第2作。この作品から藤子らが興したアニメ制作会社、スタジオ・ゼロと、東京ムービーとで週代わり体制で制作されるようになった。

怪物くん（1968年4月21日 - 1969年3月23日）
- 毎週日曜19:30-20:00/TBS系。モノクロ作品。
- 東京ムービー、スタジオ・ゼロ制作
- 声の出演：怪物くん…白石冬美、ヒロシ…松島みのり、フランケン…今西正男、ドラキュラ…大竹宏、オオカミ男…兼本新吾、ほか
- 「不二家の時間」枠の藤子アニメ第3作。毎回番組最後に、映画評論家の淀川長治の解説があった。

ウメ星デンカ（1969年4月1日 - 9月23日）
- 毎週火曜18:00-18:30/TBS系。モノクロ作品。
- 東京ムービー、スタジオ・ゼロ制作
- 声の出演：デンカ…杉山佳寿子、太郎…松島みのり、王様…田の中勇、王妃…菅谷政子、ほか
- この作品から放送枠を移動（『怪物くん』までの作品を放送していた「不二家の時間」枠でピンキーとキラーズ主演ドラマ『青空にとび出せ!』がスタートしたため）。不二家の他に日本水産が加わって二社提供になった。予算の都合で、この時期では珍しくなっていたモノクロアニメであった。この作品から二十数年間、TBS系で藤子アニメが放映されることはなかった。
- 【関連】1994年に『ドラえもん』と同時上映で映画化された（アニメ第2作）。

### 1970年代
新オバケのQ太郎 （1971年9月1日 - 1972年12月27日）
- 毎週水曜19:30-20:00/日本テレビ系。カラー作品。
- 東京ムービー、オカスタジオ制作
- 声の出演：Q太郎…堀絢子、正太…太田淑子、伸一…白川澄子、O次郎…高坂真琴→桂玲子、P子…沢田和子、ドロンパ…山本嘉子、U子…丸山裕子、ほか
- 『オバQ』のカラー版リブート作品。おなじみのメンバーに、弟のO次郎が加わる。提供：不二家、プリマハム（後に任天堂）。

ジャングル黒べえ（1973年3月2日 - 9月28日）
- 毎週金曜19:00-19:30/毎日放送（NET＝テレビ朝日の前身）系。カラー作品。
- 東京ムービー制作
- 声の出演：黒べえ…肝付兼太、赤べえ…桂玲子、しし男…杉山佳寿子、ほか
- 元々は東京ムービー側によるアニメの企画が先行し、藤子に原作が依頼された作品。
- 2025年現在に至るまで、藤子アニメでは唯一の在阪局（地方局）制作作品である。

（旧）ドラえもん（1973年4月1日 - 9月30日）
- 毎週日曜19:00-19:30/日本テレビ系。カラー作品。
- 日本テレビ動画制作
- 声の出演：ドラえもん…富田耕生→野沢雅子、のび太…太田淑子、しずか…恵比寿まさ子、ジャイアン…肝付兼太、スネ夫…八代駿、ほか
- 提供：ペプシコーラ（日本ペプシコ。現：サントリー）ほか
- 2023年現在放送中のシンエイ動画版より6年前にアニメ化された作品（シンエイ動画の前身のAプロダクションも一部グロス請けで参加）。不人気で打ち切りになったともいわれているが、実際は元々半年の放送契約で、2クール終了後も継続予定があったものの、その間際に社長が辞任し、会社が解散したため終了した。

ドラえもん（1979年4月2日 - 放送中）
- 毎週日曜8:30-9:00、月～土曜18:50-19:00（関東地区のみ）→毎週日曜9:30-10:00、月～土曜18:50-19:00（関東地区のみ）→毎週金曜19:00-19:30（一時18:50-19:20）→毎週土曜17:00-17:30/テレビ朝日系。
- シンエイ動画制作
- 声の出演：ドラえもん…大山のぶ代→水田わさび、のび太…小原乃梨子→大原めぐみ、しずか…野村道子→かかずゆみ、ジャイアン…たてかべ和也→木村昴、スネ夫…肝付兼太→関智一、ほか
- 2005年4月15日から全レギュラー声優が交代。キャラクターデザインも原作漫画の絵柄に近いものに変更された。

### 1980年代
怪物くん（1980年9月2日 - 1982年9月28日）
- 毎週火曜19:00-19:30/テレビ朝日系。全188話。
- シンエイ動画制作
- 声の出演：怪物くん…野沢雅子、ヒロシ…三輪勝恵、フランケン…相模太郎→兼本新吾、ドラキュラ…肝付兼太、オオカミ男…神山卓三、ほか
- 2度目のアニメ化。フランケン役の相模太郎が放映期間中に死去したため途中から兼本新吾に交代。

忍者ハットリくん（1981年9月28日 - 1987年12月25日）
- 毎週日曜9:30-10:00、月～土曜18:50-19:00（関東地区のみ）→毎週月曜19:00-19:30→毎週火曜19:24-19:40（藤子不二雄ワイド枠内）→月～土曜18:50-19:00→毎週金曜18:25-18:40（パオパオチャンネル枠内）/テレビ朝日系。全694話。
- シンエイ動画制作
- 声の出演：ハットリ・カンゾウ…堀絢子、三葉ケン一…菅谷政子、シンゾウ…三田ゆう子、獅子丸…緒方賢一、ケムマキ…肝付兼太、影千代…山田栄子、ほか
- 1966年、1967年に2度実写でテレビドラマ化されたが、漫画の連載開始から17年後に初のアニメ化となった。
- 【関連】2004年夏には香取慎吾（SMAP）主演で実写映画が公開された。

パーマン（1983年4月4日 - 1985年7月2日）
- 毎週日曜9:30-10:00、月～土曜18:45-19:00（関東地区のみ）→毎週火曜19:02-19:24（藤子不二雄ワイド枠内）→毎週火曜19:02-19:15（藤子不二雄ワイド枠内）/テレビ朝日系。全526話。
- シンエイ動画制作
- 声の出演：1号・須羽ミツ夫…三輪勝恵、2号・ブービー…大竹宏、パー子・星野スミレ…増山江威子、パーヤン・大山法善…肝付兼太、バードマン…安原義人、ほか
- アニメ第2作。1967年のアニメ第1作より設定が現代風に。スーパーマンはバードマンに改名。
- 【関連】2003、2004年に映画「Pa-Pa-Pa ザ★ムービー パーマン」で復活（アニメ第3作）。

オバケのQ太郎（1985年4月1日 - 1987年3月29日）
- 毎週日曜9:30-10:00、月～土曜18:45-19:00（関東地区のみ）/テレビ朝日系。全510話。
- シンエイ動画制作
- 声の出演：Q太郎…天地総子、正太…三輪勝恵、伸一…水島裕、O次郎…横沢啓子（現・よこざわけい子）、P子…三田ゆう子、ドロンパ…白石冬美、U子…増山江威子、ほか
- 1965年、1971年に続き3度目のアニメ化。主題歌・挿入歌ともにリニューアルされた。

プロゴルファー猿（1985年4月2日 - 1988年3月28日）・新プロゴルファー猿（1988年4月12日 - 6月13日）
- 毎週火曜19:40-19:55（藤子不二雄ワイド枠内）→毎週火曜19:15-19:30（藤子不二雄ワイド枠内）→毎週月曜19:02-19:20（藤子不二雄ワールド枠内）/テレビ朝日系。前者全143話、後者全10話。
- シンエイ動画制作
- 声の出演：猿谷猿丸…頓宮恭子、猿谷中丸…高木早苗、猿谷大丸…峰あつ子、猿谷小丸…原えりこ、おっちゃん…富田耕生、ミスターX…内海賢二、ほか

エスパー魔美（1987年4月7日 - 1989年10月26日）
- 毎週火曜19:30-19:55（藤子不二雄ワイド枠内）→毎週火曜18:50-19:20→毎週木曜19:30-20:00/テレビ朝日系。全119話。
- シンエイ動画制作
- 声の出演：佐倉魔美…横沢啓子（現・よこざわけい子）、高畑和夫…柴本広之（現・柴本浩行）、佐倉十郎…増岡弘、コンポコ…小粥よう子（現・日比野朱里）、ほか
- 藤子不二雄ワイド枠で放送されていたが、1987年10月より単独番組に。
- 【関連】2002年にNHKのドラマ愛の詩シリーズで実写ドラマも放送されたが、設定はやや異なっている。

ウルトラB（1987年4月5日 - 1989年3月27日）
- 毎週日曜9:30-9:45（藤子不二雄劇場枠内）→毎週月曜18:50-19:00（藤子不二雄ワールド枠内）→毎週月曜18:50-19:05（藤子不二雄Ⓐワールド枠内）/テレビ朝日系。全117話。
- シンエイ動画制作
- 声の出演：ウルトラB…三田ゆう子、鈴本ミチオ…川島千代子、ママ…野沢雅子、パパ…肝付兼太、ほか
- 週刊単行本「藤子不二雄ランド」の巻末に連載されていた漫画をアニメ化。

キテレツ大百科（1987年11月2日、1988年3月27日 - 1996年6月9日）
- 毎週日曜19:00-19:30/フジテレビ系。全331話。
- ASATSU（アサツー・ディ・ケイ）制作（アニメーション制作はスタジオぎゃろっぷ）
- 声の出演：木手英一…藤田淑子、コロ助…小山茉美→杉山佳寿子、ブタゴリラ…大竹宏→龍田直樹、みよ子…荘真由美→本多知恵子、トンガリ…三ツ矢雄二、ほか
- 藤子アニメとしては初のASATSU及びスタジオぎゃろっぷ製作。
- 原作漫画はそれまでは知名度が低く、作品数も少なかったにも関わらず、藤子アニメではドラえもん（第2作）に次ぐ長寿作品（8年間）となった。

ビリ犬（1988年7月11日 - 1989年3月27日）・ビリ犬なんでも商会（1989年4月10日 - 9月18日）
- 毎週月曜19:05-19:20（藤子不二雄Ⓐワールド枠内）→毎週月曜19:00-19:30/テレビ朝日系。前者全32話、後者全22話。
- シンエイ動画制作
- 声の出演：ビリ犬…野沢雅子、タツオ…麻上洋子、ガリ犬…山田栄子、ほか

T・Pぼん（1989年10月14日）
- 日本テレビ系
- スタッフ21、スタジオぎゃろっぷ制作
- 声の出演：並平凡…三ツ矢雄二、リーム・ストリーム…佐久間レイ、安川ユミ子…日髙のり子、ほか
- 原作数話分を一本に繋げて描かれた単発スペシャル。

パラソルヘンべえ（1989年10月2日 - 1991年1月12日）
- 毎週月～金曜17:50-18:00/NHK総合。全200話。
- C&Dディストリビューション制作
- 声の出演：ヘンべえ…中村メイコ、メゲル…日髙のり子、ほか

笑ゥせぇるすまん（1989年10月17日 - 1990年9月25日、1991年3月12日 - 1992年3月24日、7月7日 - 9月29日）
- TBS系「ギミア・ぶれいく」（毎週火曜21:00 - 22:54）内で放送。藤子不二雄Ⓐ原作。
- シンエイ動画制作
- 声の出演：喪黒福造…大平透

チンプイ（1989年11月2日 - 1991年4月18日）
- 毎週木曜19:30-20:00/テレビ朝日系。全112話。
- シンエイ動画制作
- 声の出演：チンプイ…堀絢子、春日エリ…林原めぐみ、ワンダユウ…八奈見乗児、ルルロフ殿下…菊池正美、ほか

### 1990年代
藤子不二雄Ⓐの夢魔子（1990年7月3日）
- TBS系「ギミア・ぶれいく」（毎週火曜21:00 - 22:54）内で放送。藤子不二雄Ⓐ原作。
- シンエイ動画制作
- 声の出演：夢魔子…川村万梨阿
- 3話オムニバスの単発スペシャル。

21エモン（1991年5月2日 - 1992年3月26日）
- 毎週木曜19:30-20:00/テレビ朝日系。全39話。
- シンエイ動画制作
- 声の出演：21エモン…佐々木望、モンガー…大谷育江、ゴンスケ…龍田直樹、オナベ…肝付兼太、ほか
- 1981年の夏休み公開用映画に続き2度目のアニメ化。キャラクターデザインに大幅な変更が加えられている。

さすらいくん（1992年4月7日 - 1992年6月30日）
- TBS系「ギミア・ぶれいく」（毎週火曜21:00 - 22:54）内で放送。藤子不二雄Ⓐ原作。
- シンエイ動画制作
- 声の出演：さすらいくん…野沢那智

ポコニャン!（1993年4月5日 - 1995年3月17日）
- 毎週月～金曜17:50-18:00→毎週月～金曜8:50-9:00、17:25-17:35/NHK総合→NHK教育。全170話。
- アニメーション21制作
- 声の出演：ポコニャン…三田ゆう子、ミキ…平松晶子、ほか
- 相方のミキはアニメオリジナル（原作では太郎）。
- 1994年4月4日からはNHK教育に移行し、月～金曜に1日1話ずつ、朝と夕方に同じ話を放送（放送順はかつての放送順とは無関係）。1995年3月17日までは放送済作品の再放送の中に部分的に新作（計20本）を織り交ぜて放送。その後、1996年3月29日まで放送済作品を再放送。

モジャ公（1995年10月3日 - 1997年3月31日）
- 毎週火曜18:30-19:00→毎週月曜19:00-19:30/テレビ東京系。全74話。
- O・L・M制作
- 声の出演：モジャ公…田中真弓、ドンモ…中村大樹、空夫…折笠愛、ミキ…岩男潤子、ゴンスケ…緒方賢一、ほか
- 原作漫画の設定とストーリーを大幅に変更。

### 21世紀
NINJAハットリくんリターンズ（2012年5月 - 〈インド〉）
- 2012年5月、インドのキッズ向けチャンネル「Nick India」で放送。その後もインドでは第2シリーズ（2014年4月から）から順に放送され、2019年以降も第5、6シリーズに相当する新作エピソードを放送。
- 日本では、アニマックス、テレ朝チャンネル、配信サービスとしてdアニメストア等。
- リライアンス・メディア・ワークスとシンエイ動画制作
- 声の出演：ハットリ・カンゾウ…堀絢子、三葉ケン一…天神林ともみ、シンゾウ…日向ゆきこ、獅子丸…緒方賢一、ケムマキ… 小川一樹、影千代… 深田愛衣、ほか
- テレビ朝日社長の早河洋が定例会見で、2012年5月よりインドで25年ぶりに『ハットリくん』の新作アニメを制作・放送すると発表。
- 日本語吹き替え版においてキャストはハットリくん役の堀絢子と獅子丸役の緒方賢一以外は第1作から変更。オープニング、エンディング曲は日本版アニメのオリジナル音源をそのまま使用している。

笑ゥせぇるすまんNEW（2017年4月3日 - 2017年6月19日）
- 毎週月曜 23:00 - 23:30/TOKYO MX他
- シンエイ動画制作
- 声の出演：喪黒福造…玄田哲章

## 藤子アニメコンプレックス番組
藤子不二雄劇場（1979年4月2日 - 1989年9月29日）
- 毎週日曜9:30-10:00（1980年3月以前は8:30-9:00）、月～土曜18:50（1983年4月～1987年3月は18:45）-19:00（関東地区のみ）→パオパオチャンネル（毎週月～金曜夕方）枠内/テレビ朝日系。
- 放送作品：ドラえもん、忍者ハットリくん、パーマン、オバケのQ太郎、ウルトラB他
- 1979年4月から1987年3月までの8年間、全曜日で放送が行われ（日曜日は前週分の再放送）、1980年代の藤子アニメブームの原動力となった。その後、月〜土曜日の放送になり、1987年10月に夕方の子供向けバラエティー番組パオパオチャンネルに内包された。

藤子不二雄ワイド（1985年4月2日 - 1987年9月22日）
- 毎週火曜19:00-20:00/テレビ朝日系。
- 放送作品：忍者ハットリくん、パーマン、プロゴルファー猿、エスパー魔美

藤子不二雄ワールド（1987年10月19日 - 1989年3月27日）
- 毎週月曜18:50-19:20/テレビ朝日系。
- 放送作品：ウルトラB、プロゴルファー猿、新プロゴルファー猿、ビリ犬
- 1988年の藤子不二雄の独立後、「藤子不二雄Ⓐワールド」と改題された。

## その他テレビ番組
週刊ストーリーランド
2000年に『絶滅の島』、2001年に『流血鬼』がアニメ化され番組内で放送された。

## 映画
ドラえもん関連の作品はドラえもん映画作品を参照。
| 西暦 | 藤本弘単独作                  | 合作またはコラボ                                         | 安孫子素雄単独作                                                  |
| ---- | ----------------------------- | -------------------------------------------------------- | ----------------------------------------------------------------- |
| 1981 | - 21エモン 宇宙へいらっしゃい |                                                          | - 怪物くん 怪物ランドへの招待                                     |
| 1982 |                               |                                                          | - 怪物くん デーモンの剣 - 忍者ハットリくん ニンニン忍法絵日記の巻 |
| 1983 |                               | - パーマン バードマンがやってきた!!                      | - 忍者ハットリくん ニンニンふるさと大作戦の巻                     |
| 1984 |                               | - 忍者ハットリくん+パーマン 超能力ウォーズ               |                                                                   |
| 1985 |                               | - 忍者ハットリくん+パーマン 忍者怪獣ジッポウVSミラクル卵 |                                                                   |
| 1986 |                               | - オバケのQ太郎 とびだせ! バケバケ大作戦                 | - プロゴルファー猿 スーパーGOLFワールドへの挑戦!!                 |
| 1987 |                               | - オバケのQ太郎 とびだせ! 1/100大作戦                    | - プロゴルファー猿 甲賀秘境!影の忍法ゴルファー参上!               |

| 西暦 | 藤子・F・不二雄                                                      | 藤子不二雄Ⓐ                                  |
| ---- | -------------------------------------------------------------------- | -------------------------------------------- |
| 1988 | - エスパー魔美 星空のダンシングドール                                | - ウルトラB ブラックホールからの独裁者B・B!! |
| 1990 | - チンプイ エリさま活動大写真                                        |                                              |
| 1992 | - 21エモン 宇宙いけ! 裸足のプリンセス - トキメキソーラーくるまによん |                                              |
| 1994 | - ウメ星デンカ 宇宙の果てからパンパロパン!                           |                                              |
| 2003 | - Pa-Pa-Pa ザ★ムービー パーマン                                      |                                              |
| 2004 | - Pa-Pa-Pa ザ★ムービー パーマン タコDEポン!アシHAポン!               |                                              |

## OVA

### 藤子・F・不二雄のSF（すこし・ふしぎ）短編シアター
1990年3月 - 1991年10月、全6巻。
小学館ビデオよりリリース。藤子・F短編作品の傑作を中心にアニメ化されたもの。冒頭には藤子・F本人が出演し、作品を解説している。NHKBS2で夏休みなどに朝のアニメスペシャルとして複数回放送された。
- 第1巻
  - 宇宙船製造法
    - 声の出演：小山…草尾毅、志貴杜…堀川亮、ユカ…青羽美代子、堂毛…松尾銀三、甲森…龍田直樹、村上…塩屋翼、ミキ…速見圭、軽石…安西正弘

  - ひとりぼっちの宇宙戦争
    - 声の出演：鈴木太郎…佐々木望、エミ…荘真由美、マリカ…かないみか、ハデスA…柴田秀勝、ハデスB…岸野幸正
    - スタジオぎゃろっぷ制作
- 第2巻
  - ポストの中の明日
    - 声の出演：弘…岩田光央、宇土…屋良有作、サチコ…冬馬由美、メガネ…難波圭一

  - ニューイヤー星調査行
    - 声の出演：トミオ…飛田展男、バンボルグ博士…佐藤正治、イケガミ博士…堀之紀、ロッシュ博士…二又一成、ニューイヤー星の少女…富沢美智恵
    - マジックバス制作
- 第3巻
  - ミノタウロスの皿
    - 声の出演：立花…古川登志夫、ミノア…本多知恵子、医者…北村弘一、大使…佐藤正治、総督…田中亮一

  - ウルトラ・スーパー・デラックスマン
    - 声の出演：句楽兼人…龍田直樹、片山…増岡弘、片山の妻…鈴木富子、秘書…江森浩子
    - スタジオぎゃろっぷ制作
- 第4巻
  - みどりの守り神
    - 声の出演：深見みどり…玉川紗己子、坂口…矢尾一樹、白河貴志…荒川太郎、みどりの母…山口奈々、みどりの父…梅津秀行

  - 絶滅の島
    - 声の出演：ナレーション…山口奈々
    - マジックバス制作
- 第5巻
  - おれ、夕子
    - 声の出演：佐藤弘和…難波圭一、夕子…松井菜桜子、夕子の父…青野武、ガリベン…三ツ矢雄二

  - 幸運児
    - 声の出演：ヨーコ…高山みなみ、鈴木よし子…川村万梨阿、タケ坊…塩屋翼、三宅医師…屋良有作
    - スタジオぎゃろっぷ制作
- 第6巻
  - カンビュセスの籤
    - 声の出演：サルク…古谷徹、エステル…鶴ひろみ ほか
    - アニメーション21制作

### 氷見のサカナ紳士録
藤子不二雄Ⓐが出身地の富山県氷見市に所在する比美町商店街へ提供した魚介類のキャラクター群が登場する短編のCGアニメーションで、地元の有志「ブリンス会」が藤子スタジオの公認により2002年より制作。
映像ソフトの市販は行われていないが地元の保育園にビデオが寄贈されており、比美町商店街の店舗には作中のスチルが飾られている。
- 海の仲間たち
- トビーのバレンタインデー
- 迷子のこいのぼり
- ドタバタ正月

## その他
藤子・F・不二雄ミュージアム 短編アニメ
ミュージアム内で上映するためのオリジナル短編アニメが複数制作されている。